# Euridice (Dinastia Ptolemeică)
Euridice a fost fiica lui Antipater, cel care a administrat imperiul creat de Alexandru Macedon după moartea acestuia, și între anii 322 și 319 î.Hr. cea de-a doua soție a regelui egiptean Ptolemeu I. 
Cu Ptolemeu a avut copiii:
- Ptolemeu Keraunos, rege al Macedoniei
- Meleagros, rege al Macedoniei
- un fiu rămas anonim
- Lysandra, care s-a căsătorit cu Agathokles, fiul lui Lisimah
- Ptolemais, soția lui Demetrios Poliorketes
- (probabil) Theoxene, soția lui Agathokles din Siracuza

Berenice, o văduvă din Macedonia din alaiul Euridicei, a înstrăinat-o pe regină de soțul ei și a devenit până la urmă cea de-a treia soție a lui Ptolemeu I. Ca regina Berenice I, aceasta a reușit să îi îndepărteze pe urmașii Euridicei de la succesiune. Demetrios Phalereus l-a sfătuit mai târziu pe Ptolemeu să îl excludă pe Philadelphus, fiul Berenicei, de la succesiune și să îi repună în drepturi pe copiii Euridicei, fiind aruncat din această cauză în temniță. 
Probabil doar cu puțin înaintea anului 287 î. Hr., Euridice a părăsit Egiptul pentru a-l însoți pe fiul ei Ptolemaios Keraunos la curțile lui Lisimah și lui Seleucos I.